# Short-term mission
Short-term mission (STM) is een trend binnen de christelijke zending, waarbij duizenden christenen worden gemobiliseerd om voor een korte tijd - van een paar dagen tot een jaar - in de zending te dienen.
STM is met name een fenomeen dat is opgekomen in de jaren 80 en 90 van de 20e eeuw. Lokale kerken en zendingsorganisaties speelden hiermee in op de behoefte van jongeren — maar ook ouderen — om voor een korte tijd, bijvoorbeeld tijdens de vakantie of een tussenjaar, actief aan de slag te gaan in de zending. Hiermee wordt vaak gekozen voor een projectmatige aanpak. 
Bij de traditionele aanpak worden zendelingen voor een langere tijd — soms zelfs levenslang — uitgezonden. De meest gehoorde kritiek op het fenomeen short-term mission is dat er te weinig continuïteit is. Andere vraagtekens worden gezet bij hoeveelheid werk die kan worden verzet in korte tijd. Toch spelen de meeste organisaties in op de behoefte van vrijwilligers om voor korte tijd ergens aan de slag te gaan. In Nederland zijn Jeugd met een Opdracht, World Servants en Livingstone de grootste aanbieders van short-term mission-projecten.